# Hypercompe brasiliensis
Hypercompe brasiliensis là một loài bướm đêm thuộc phân họ Arctiinae, họ Erebidae.